# Chak Sarwar Shahid
Chak Sarwar Shahid é uma cidade do Paquistão localizada na província de Punjab.